# Você Faz o Show
Você Faz o Show foi um dos maiores programas de auditório na televisão pernambucana, comandado por Fernando Castelão, na TV Jornal do Commercio.
O programa de auditório era apresentado nas noites de domingos, com sua estreia em 31 de julho de 1960. Era transmitido ao Vivo. Sua apresentação encerrou-se em 1967. Foi o maior sucesso da história da televisão pernambucana.
O programa de auditório apresentava artistas de todo o Brasil, especialmente do Rio de Janeiro e São Paulo, tais como: Lolita Rodrigues, Jorge Loredo, Cauby Peixoto, Moacyr Franco, Giane, Orlando Silva, Elza Soares, Miltinho, Ivon Cury, Ângela Maria, Nelson Gonçalves, Elis Regina, Jair Rodrigues, Elizeth Cardoso, Roberto Carlos, Nair Silva e outros.
Também em seu programa despontaram artistas locais e do Nordeste, tais como Sivuca, Jackson do Pandeiro,Lúcio Mauro, José Santa Cruz, Brivaldo Franklin, Arlete Salles, Roberto Barradas e outros.